# دیگو ماینتس
دیگو ماینتس (انگلیسی: Diego Mainz؛ زادهٔ ۲۹ دسامبر ۱۹۸۲) بازیکن فوتبال اهل اسپانیا است.
از باشگاه‌هایی که در آن بازی کرده‌است می‌توان به باشگاه فوتبال رایو وایکانو، باشگاه فوتبال آلباسته بالومپیه، باشگاه فوتبال اودینزه، و باشگاه فوتبال گرانادا اشاره کرد.
وی همچنین در تیم ملی فوتبال زیر ۲۱ سال اسپانیا بازی کرده‌است.